# Claire von Glümer

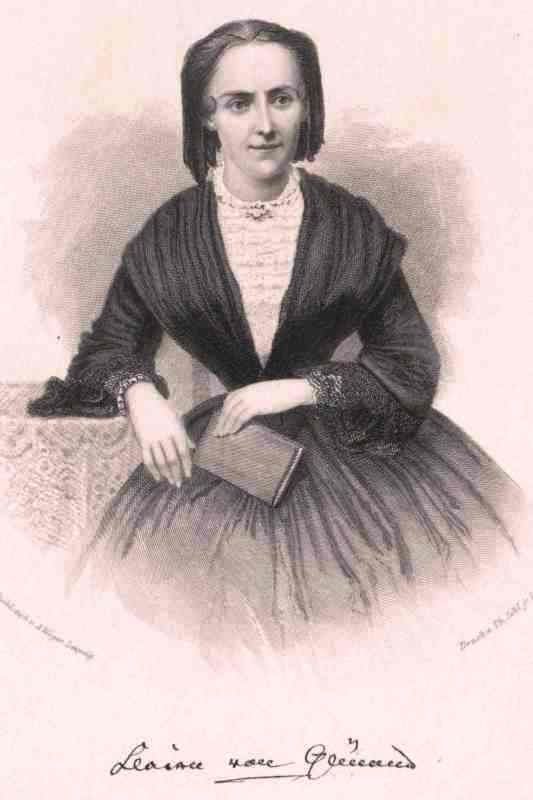
Claire von Glümer

Claire von Glümer (* 18. Oktober 1825 in Blankenburg; † 20. Mai 1906 in Blasewitz) war eine deutsche Schriftstellerin und Übersetzerin.

## Leben
Claire von Glümer wurde als Tochter des Advokaten Karl Weddo von Glümer und der Schriftstellerin Charlotte von Glümer in Blankenburg geboren. Ihr Vater wurde in den 1830er Jahren als Anhänger liberaler Gedanken in seiner Heimatstadt politisch verfolgt und so zog die gesamte Familie mehrere Jahre durch Deutschland, die Schweiz und Frankreich. Erst der Tod der Mutter 1841 führte zur Rückkehr Claire von Glümers nach Deutschland. Zunächst kam sie im Haus des Großvaters unter und begann 1846 bis 1848 als Erzieherin zu arbeiten. Der Vater kam erst 1848 wieder nach Deutschland, wo er als Berichterstatter einer preußischen Zeitung beim Frankfurter Parlament angestellt wurde. Claire von Glümer arbeitete ein halbes Jahr an seiner Seite als Parlamentsberichterstatterin für die Magdeburger Zeitung. Nach der Kaiserwahl 1849 gab sie diese Position auf.
Am 6. Mai 1849 wurde ihr Bruder Bodo von Glümer als Teilnehmer des Dresdner Maiaufstandes verhaftet und zum Tode verurteilt. Später erst erfolgte eine Begnadigung zu lebenslangem Zuchthaus. Claire von Glümer zog 1851 nach Dresden und plante zusammen mit Freunden seine Befreiung, doch wurde der Plan verraten und sie zu drei Monaten Haft auf Schloss Hubertusburg verurteilt. Nach ihrer Entlassung wurde sie des Landes Sachsen verwiesen. Sie ging mit ihrer Freundin und Lebensgefährtin, der Schriftstellerin Auguste Scheibe, nach Wolfenbüttel, wo sie sich ihren Lebensunterhalt durch schriftstellerische Arbeiten verdiente. Gleichzeitig setzte sie sich für die Begnadigung ihres Bruders ein, die 1859 erfolgte. Im selben Jahr durfte auch Claire von Glümer nach Dresden zurückkehren, wo sie zusammen mit Auguste Scheibe über 30 Jahre in der Naumannstraße 1 (heute: Goetheallee 34) lebte. Claire von Glümer stand in brieflichem Kontakt mit zahlreichen Schriftstellern ihrer Zeit sowie auch persönlich zu der Sängerin Wilhelmine Schröder-Devrient, über die sie 1862 eine Biografie verfasste. Mit dem damals bekanntesten Literaturkritiker Julian Schmidt verband sie eine jahrzehntelange Freundschaft. Sie verstarb 1906 und wurde auf dem Johannisfriedhof beigesetzt.
Neben Reisebeschreibungen, Novellen und Erzählungen fertigte Claire von Glümer auch zahlreiche Übersetzungen an; die wichtigsten Werke darunter sind George Sands Geschichte meines Lebens in zwölf Bänden und Iwan Turgenews Väter und Söhne.

## Werke

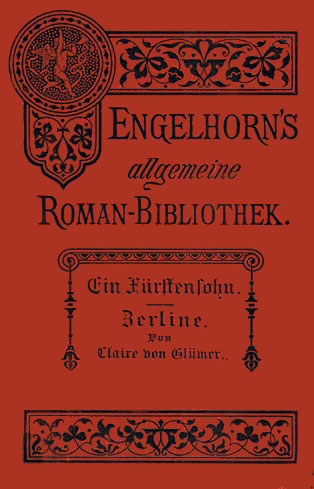
Einbandgestaltung des Werkes Ein Fürstensohn. Zerline. 1886

- Lutin und Lutine. Eine Erzählung aus dem Be'arn. Schlicke, Leipzig 1844. (Word-Transcription)
- Fata Morgana. Wigand, Leipzig 1851. (Word-Transcription)
- Aus den Pyrenäen. 2 Bände. Katz, Dessau 1854.
- Berühmte Frauen. Wigand, Leipzig 1856.
- Mythologie der Deutschen. Wigand, Leipzig 1856. (Digitalisat)
- Erinnerungen an Wilhelmine Schröder-Devrient. Barth, Leipzig 1862. (Digitalisat)
- Aus der Bretagne. Geschichten und Bilder. Hilberg, Wien 1867. (Digitalisat)
- Düstre Mächte. Erlöst. Novellen. Berlin 1867.
- Novellen (1869)
- Liebeszauber. Historische Novelle. Berlin 1869.
- Die Augen der Valois. Novelle. Lesser, Berlin 1871. (Digitalisat)
- Frau Domina. Novelle. Reclam, Leipzig 1873. (Word-Transcription)
- Alteneichen. Erzählung. Goldschmidt, Berlin 1877.
- Aus dem Béarn. Goldschmidt, Berlin 1879.
- Dönninghausen. Roman in zwei Bänden. Minden, Dresden/Leipzig 1881. (Digitalisat Band 2) Nachdruck der Ausgabe von 1881, Hansebooks, Norderstedt 2016. ISBN 978-3-7411-4123-2
- Georgine Schubert. Erinnerungsblatt. Pierson, Dresden 1880.
- Vom Webstuhl der Zeit. Vier Novellen. Minden, Dresden/Leipzig 1882. (Digitalisat) (Gesühnt[2], Nach 20 Jahren, Die böse Frau von Helgendorf, Censi.)
- Ein Fürstensohn. Zerline. Engelhorn, Stuttgart 1886. (Word-Transcription)
- Auf Hohen-Moor. Novelle. Goldschmidt, Berlin 1888. (Word-Transcription)
- Alessa. Keine Illusionen. Novellen. Engelhorn, Stuttgart 1889.
- Junge Herzen.Goldschmidt, Berlin 1891. (Word-Transcription) (Enthält die Erzählungen Drei Sommerwochen, Comtesse Hardys Nobelgarde und Zwillingsschwestern)
- Es gibt ein Glück. Eckstein, Berlin 1900.
- Aus einem Flüchtlingsleben 1833-1839. Die Geschichte meiner Kindheit. Minden, Dresden/Leipzig 1904. (Word-Transcription)
- Reich zu reich und arm zu arm. In: Deutscher Novellenschatz. Hrsg. von Paul Heyse und Hermann Kurz. Bd. 19. 2. Aufl. Berlin, [1910], S. 255–326. In: Weitin, Thomas (Hrsg.): Volldigitalisiertes Korpus. Der Deutsche Novellenschatz. Darmstadt/Konstanz, 2016 (Digitalisat und Volltext im Deutschen Textarchiv).